# France Ébauches
 (juillet 2023).
France Ébauches (souvent abrégé FE) est un producteur historique de mouvements d'horlogerie.

## Naissance
Dans les années 1960, la France produit environ 7% des mouvements d'horlogerie et les producteurs doivent faire face non seulement à la domination historique suisse, mais aussi à une concurrence croissante provenant du Japon, qui est encore, à l'époque, un pays à relativement bas salaires. Ce contexte conduit à des restructurations. En 1967, quatre producteurs français de mouvements, tous basés en Franche-Comté, fusionnent pour former France Ébauches, dans l'espoir de réduire leurs coûts et d'attendre une masse critique leur permettant de rivaliser avec les acteurs suisses, japonais et américains. Ces quatre entreprises sont :
- les établissements Joseph Jeambrun et Cie (Maîche)
- Ebauches Cupillard  (Villers-le-Lac)
- Technic Ebauche (Maîche)
- Fabrique d'Ebauches de Montres du Genevois (Annemasse)

Le terme d'ébauche, en horlogerie, désigne un mouvement quasi-fini, sur lequel il reste à installer l'organe régulateur et le ressort moteur et à procéder aux réglages. C'est sous cette forme que les mouvements sont généralement vendus aux marques de montres.

## Succès puis disparition
FE continue la production de certains des mouvements que fabriquaient les quatre entreprises précédentes, éliminant ceux qui sont obsolètes ou se font concurrence entre eux. Une nouvelle usine est ouverte en 1975 à Valdahon. En 1977, l'entreprise emploie 710 personnes et produit huit millions de mouvements, ce qui la classe au deuxième rang mondial. Elle développe des mouvements automatiques. 
Face à une concurrence asiatique accrue et surtout à la crise du quartz, l'entreprise devient de moins en moins rentable. Elle disparait finalement en 1993.

## Relance
France Ébauches est racheté en 2017 par la marque espagnole Festina, qui possède aussi Soprod, fabriquant suisse de mouvements. France Ebauche devient alors Soprod France, qui produit des composants destinés à la Suisse, puis, en 2023, elle commence à produire des mouvements entiers commercialisés sous son nom.